# Metzger (Familienname)
Metzger ist ein deutscher Familienname und bezieht sich auf den Beruf des Fleischers.

## Varianten
- Mezger
- Metzker

## Namensträger

### A
- Adolph Metzger (1896–1965), deutsch-finnischer Geologe
- Alan Metzger, deutscher Regisseur, Kameramann und Produzent
- Albrecht Metzger (* 1945), deutscher Moderator, Journalist und Kabarettist
- Alexander Metzger (Musiker) (* 1969), deutscher Musiker
- Alexander Metzger (Bobfahrer) (* 1973), deutscher Bobfahrer
- Alfons Metzger (* 1939), deutscher Verwaltungsjurist
- Ambrosius Metzger (1573–1632), deutscher Meistersinger
- Andre Metzger (* 1960), US-amerikanischer Ringer
- Angela Metzger (* 1986), deutsche Konzertorganistin
- Arnold Metzger (1892–1974), deutscher Philosoph
- Arthur Metzger (1902–?), deutscher Leichtathlet
- August Metzger (1832–1917), deutscher Forstzoologe und Hochschullehrer
- August Metzger (Architekt) (1883–1951), deutscher Architekt
- Axel Metzger (* 1971), deutscher Rechtswissenschaftler

### B
- Bernhard Metzger (* 1964), deutscher Bauingenieur und Fachautor
- Brian Metzger, US-amerikanischer Astrophysiker
- Bruce Metzger (1914–2007), US-amerikanischer evangelischer Theologe (Neutestamentler, Textkritiker)
- Burkhard Metzger (* 1961), deutscher Polizist und Polizeipräsident

### C
- Christa Möller-Metzger (* 1951), deutsche Politikerin (Bündnis 90/Die Grünen)
- Christian Metzger (1874–1942), deutscher Architekt, Bildhauer und Kunstgewerbler
- Christof Metzger (* 1968), deutscher Kunsthistoriker und Kurator
- Christoph Metzger (* 1962), deutscher Musik- und Kunstwissenschaftler

### D
- Dagmar Metzger (* 1958), deutsche Politikerin (SPD) und Abgeordnete des Hessischen Landtags
- Deena Metzger (* 1936), US-amerikanische Schriftstellerin

### E
- Eduard Metzger (Friedrich Eduard Metzger; 1807–1894), deutscher Architekt, Maler und Hochschullehrer
- Emil Metzger (1836–1890), deutscher Geograph
- Emmy Rebstein-Metzger (1898–1967), deutsche Juristin, Frauenrechtlerin und Unternehmerin
- Erich Metzger (1892–1940), deutscher Journalist
- Erika Metzger, deutsche Tischtennisspielerin
- Ernst Metzger (1895–1967), deutscher Augenarzt und Hochschullehrer (Emigration in die USA 1938)
- Erwin Metzger (* 1939), deutscher Fußballspieler

### F
- Franz Metzger (1632–1701), Benediktinerpater, Philosoph, Historiker und Hochschullehrer, siehe Franz Mezger
- Franz Metzger (Politiker) (1912–1992), Schweizer Politiker
- Franz Metzger (Historiker) (* 1948), deutscher Historiker und Publizist
- Franziska Metzger (* 1974), Schweizer Historikerin
- Friedrich Metzger (Musiker) (um 1774–??), deutscher Flötist und Komponist
- Friedrich Metzger (Mediziner) (vor 1842–1905), deutscher Mediziner und Botaniker
- Fritz Metzger (Iranist) (1893–1979), deutscher Iranist und Hochschullehrer
- Fritz Metzger (1898–1973), Schweizer Architekt
- Fritz Metzger (Politiker), Politiker und Verbandsfunktionär in Jugoslawien und Ungarn
- Fritz Metzger (Landwirt) (1911–1999), Landwirt in Namibia

### G
- Gabriele Metzger (* 1959), deutsche Schauspielerin
- Georg Metzger, eigentlicher Name von Jörg Calwer (1548–1618), deutscher Richter und Politiker, Bürgermeister von Tübingen
- Georg Metzger (Fußballspieler) (* 1946), deutscher Fußballspieler
- Georg Balthasar Metzger (1623–1687), deutscher Mediziner und Hochschullehrer
- Gertrud Metzger (1908–1993), deutsche Politikerin (SPD)
- Giovanni Metzger (1772–1844), deutsch-italienischer Kupferstecher und Kunsthändler, siehe Johann Baptist Metzger
- Günther Metzger (1933–2013), deutscher Jurist und Politiker (SPD)
- Gustav Metzger (1926–2017), deutscher bildender Künstler

### H
- Hans Metzger (1879–1957), deutscher Maler
- Hans Arnold Metzger (1913–1977), deutscher Kirchenmusiker und Komponist
- Heidi Metzger, deutsche Radrennfahrerin
- Heinrich Metzger (Fabrikant) (1854–1930), deutscher Fabrikant
- Heinrich Metzger (Architekt) (1861–1929), deutscher Architekt
- Heinz Dietrich Metzger (1926–2023), württembergischer evangelischer Pfarrer und Gesangbuchforscher
- Heinz-Klaus Metzger (1932–2009), deutscher Musikwissenschaftler
- Hélène Metzger (1889–1944), französische Wissenschaftshistorikerin und Philosophin
- Helmut Metzger (Autor) (1917–1995), deutscher Mundartdichter
- Helmut Metzger (Regisseur) (* 1959), deutscher Regisseur
- Henri Metzger (1912–2007), französischer Klassischer Archäologe
- Herbert Metzger (* 1940), deutscher Unternehmer und Heimatforscher
- Heribert Metzger (* 1950), österreichischer Organist
- Hermann Metzger (1919–2012), deutscher Künstler

### J
- Jack Metzger (1918–1999), Schweizer Fotograf
- Jan Metzger (* 1956), deutscher Journalist
- Jean Paul Walter Metzger, brasilianischer Ökologe
- Jochen Metzger (* 1969), deutscher Autor
- Johann Baptist Metzger (Giovanni Battista Metzger; 1771–1844), deutscher Kupferstecher und Kunsthändler
- Johann Christian Metzger (1789–1852), deutscher Landschaftsarchitekt, Pomologe und Politiker
- Johann Daniel Metzger (1739–1805), deutscher Mediziner
- Johann Georg Metzger (1746–1793), deutscher Komponist und Flötist
- Johann Peter Metzger (1723–1795), österreichischer Kaufmann und Politiker, Bürgermeister von Salzburg
- Johannes Metzger (* 1994), deutscher Jazzmusiker
- Jon Metzger (* 1959), US-amerikanischer Jazzmusiker und Komponist
- Jona Metzger (* 1953), israelischer Großrabbiner
- Josef Metzger (General, 1838) (1838–1897), österreichischer Generalmajor
- Josef Metzger (General, 1870) (1870–1921), österreichischer Feldmarschall-Leutnant
- Josef Metzger (Journalist) (* 1943), österreichischer Sportjournalist

### K
- Kai Metzger (* 1960), deutscher Schriftsteller
- Karl Metzger (Unternehmer, 1848) (1848–1919), deutscher Zinnfigurenfabrikant
- Karl Metzger (Fußballspieler, I), deutscher Fußballspieler
- Karl Metzger (Unternehmer, 1883) (1883–1940), deutscher Bauunternehmer
- Karl Metzger (Mediziner) (1894–nach 1944), deutscher Mediziner, Rassenhygieniker und Hochschullehrer
- Karl Metzger (Fußballspieler, 1943) (* 1943), deutscher Fußballspieler
- Karl-Heinz Metzger (1927–2013), deutscher Maler und Bildhauer
- Karl Heinz Metzger (1948–2017), deutscher Karnevalist
- Karl Theodor Metzger (1774–1830), deutscher Flötist und Komponist
- Kay Metzger (* 1960), deutscher Regisseur und Intendant
- Kelly Metzger (* 1980), kanadische Synchronsprecherin
- Klaus Metzger (Regisseur) (* 1951), deutscher Theaterregisseur und Autor
- Klaus Metzger (Schiedsrichter) (1952–2016), deutscher Basketballschiedsrichter
- Klaus Metzger (Politiker) (* 1963), deutscher Politiker (CSU)
- Kurt Metzger (Komiker) (* 1977), US-amerikanischer Komiker, Autor und Schauspieler

### L
- Ludwig Metzger (1902–1993), deutscher Jurist und Politiker (SPD)

### M
- Manfred Metzger (1905–1986), Schweizer Segler
- Manuel Metzger (* 1986), deutscher Automobilrennfahrer
- Marc Metzger (* 1973), deutscher Komiker
- Marieluise Metzger (* 1938), deutsche Ordensfrau
- Markus Metzger (1879–1949), deutscher Missionsbenediktiner, Märtyrer von Tokwon
- Marquard Georg Metzger (um 1805–1872), deutscher Verwaltungsbeamter
- Martin Metzger (Radsportler) (1925–1994), Schweizer Radrennfahrer
- Martin Metzger (Theologe) (1928–2018), deutscher Theologe und Hochschullehrer
- Martin Christoph Metzger (1625–1690), österreichisch-deutscher Mediziner
- Max Metzger (Lehrer) (1866–1941), deutscher Lehrer und Schriftsteller
- Max Josef Metzger (1887–1944), deutscher Priester
- Melchior Metzger (um 1500–1563), deutscher Jurist und Politiker.

### N
- Naomi Metzger (* 1998), britische Dreispringerin
- Nicole Metzger (* 1969), deutsche Jazzsängerin
- Nina Metzger (* 1995), Schweizer Unihockeyspielerin
- Nitza Metzger-Szmuk (* 1945), israelische Architektin, Denkmalschützerin

### O
- Oswald Metzger (* 1954), deutscher Politiker (früher Grüne, jetzt CDU)
- Ottilie Metzger (1878–1943), deutsche Sängerin
- Otto Metzger (1885–1961), deutscher Ingenieur und Unternehmer (1938 KZ Dachau, 1939 Emigration nach Großbritannien)

### P
- Patrick Metzger (* 1979), deutscher Schlagzeuger, Schlagzeuglehrer, Autor und Dozent
- Paul Metzger (1637–1702), deutscher Benediktiner, Theologe, Historiker und Hochschullehrer, siehe Paul Mezger
- Paul Metzger (Politiker) (* 1944), deutscher Politiker (CDU) und Fußballfunktionär
- Paul Metzger (Theologe) (* 1973), deutscher Theologe und Pfarrer
- Peter Metzger (1937–2017), deutscher Diplomat

### R
- Radley Metzger (1929–2017), US-amerikanischer Regisseur, Filmproduzent, Autor und Filmverleiher
- Rainer Metzger (* 1961), deutscher Kunsthistoriker, Autor, Kurator und Kritiker
- Ralph Metzger (* 1972), deutscher Basketballspieler
- Reiner Metzger (* 1957), deutscher Fotograf und Musiker
- Reiner Metzger (Journalist) (* 1964), deutscher Journalist
- Reinhold Metzger (* 1956), deutscher Fußballspieler
- Renate Metzger-Breitenfellner (* 1956), deutsche Journalistin und Autorin
- Robert A. Metzger (* 1956), US-amerikanischer Ingenieur und Science-Fiction-Autor
- Robert Friedrich Metzger (1873–1938), österreichischer Spediteur und Unternehmer
- Rudolf Metzger (1921–1997), deutscher Heimatforscher

### S
- Sabine Metzger (* 1963), deutsche Künstlerin
- Samuel Metzger (* 1972), US-amerikanischer Organist und Komponist
- Sebastian Metzger (* 1935), deutscher Fußballspieler
- Stein Metzger (* 1972), US-amerikanischer Beachvolleyballspieler
- Stéphane Metzger (* 1973), französischer Schauspieler
- Susann Metzger (* 1977), Schweizer Politikerin
- Susanne Metzger (* 1972), deutsche Physikerin
- Sven Metzger (* 1992), deutscher Volleyballspieler

### T
- Thomas Metzger (Reiter) (* 1959), österreichischer Springreiter
- Thomas Metzger (Historiker) (* 1978), Schweizer Historiker
- Thomas A. Metzger (1933–2005), US-amerikanischer Mathematiker und Hochschullehrer
- Tim Metzger (* 1947), US-amerikanischer Kameramann und Dokumentarfilmer

### W
- Walter P. Metzger (1922–2016), US-amerikanischer Historiker und Hochschullehrer
- Werner Metzger (* 1964/1965), deutscher Gärtner, Orchideenzüchter und Unternehmer
- Wilhelm Metzger (1848–1914), deutscher Politiker (SPD), Mitglied des Reichstages
- Wilhelm Metzger (Philosoph) (1879–1916), deutscher Philosoph und Historiker
- William E. Metzger (1868–1933), US-amerikanischer Unternehmer und Automobilpionier
- Wolfgang Metzger (1899–1979), deutscher Psychologe